# マッテオ・プラティ
マッテオ・プラティ（Matteo Prati, 2003年12月28日 - ）は、イタリア・ラヴェンナ出身のサッカー選手。カリアリ・カルチョ所属。ポジションはミッドフィールダー。

## 経歴

### クラブ
ラヴェンナFCのユースチーム出身で、2021年3月にセリエCの試合でプロデビューを果たした。クラブがセリエDに降格した2021-22シーズンにレギュラーに定着した。
2022年7月27日、セリエBのS.P.A.L.と1年の延長オプション付きの3年契約で移籍した。9月3日、SSCバーリ戦でセリエB初出場を果たした。このシーズン、プラティは活躍を披露したが、クラブはセリエCに降格した。
2023年8月17日、セリエAのカリアリ・カルチョに移籍金500万ユーロで移籍し、5年契約を結んだ。この移籍は、セリエCのクラブから移籍する選手の史上最高額の移籍金を記録した。9月17日、ウディネーゼ・カルチョ戦に先発出場し、移籍後初出場を果たした。

### 代表
2023年5月、アルゼンチンで開催された2023 FIFA U-20ワールドカップに出場するU-20イタリア代表に選出された。決勝でU-20ウルグアイ代表に敗れ、準優勝だった。
2023年9月8日、U-21ラトビア代表戦でU-21イタリア代表デビューを果たした。